# Carnarvonia araliifolia
Carnarvonia araliifolia är en tvåhjärtbladig växtart som beskrevs av F. Müll. Carnarvonia araliifolia ingår i släktet Carnarvonia och familjen Proteaceae. Utöver nominatformen finns också underarten C. a. montana.